# Тангайл-Садар
Тангайл-Садар (бенг. টাঙ্গাইল সদর, англ. Tangail Sadar) — подокруг в центральной части Бангладеш. Входит в состав округа Тангайл. Административный центр — город Тангайл. Площадь подокруга — 334,26 км². По данным переписи 1991 года численность населения подокруга составляла 380 518 человек. Плотность населения равнялась 2947 чел. на 1 км². Уровень грамотности населения составлял 36,4 %. Религиозный состав: мусульмане — 90,68 %, индуисты — 9,04 %, христиане — 0,05 %, прочие — 0,23 %.